# Universidade Estatal de Belgorod

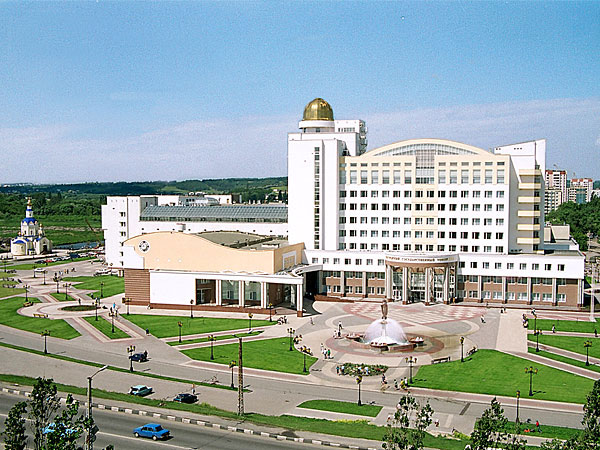
Prédio da Universidade Estatal de Belgorod

A Universidade Estatal de Belgorod (em russo Белгородский государственный университет) é uma das universidades mais antigas da Federação Russa, localizada na cidade de Belgorod.

## História
A Universidade foi fundada em 1876, como a escola normal de Belgorod. Em 1939, esta escola foi reorganizada e transformada na Escola de Treinamento de Professores de Belgorod, que existiu até 1994. Em 1996, a Faculdade ganhou o status de universidade. Em 2000, em conformidade com a banca de examinação, tornou-se uma instituição acadêmica pública.
Hoje, a Universidade contém 21 faculdades e um instituto, 89 departamentos, 39 centros de pesquisa e laboratórios.
A instituição também mantém um programa internacional dedicado exclusivamente ao ensino da língua russa. Para isso, conta com a melhor infra-estrutura universitária da Rússia, onde estudantes estrangeiros podem morar para frequentar os cursos de língua. Também administra um grupo de professores e especialistas sediados em diferentes países com a finalidade de expandir a cultura russa. Assim, vem conquistando anualmente diversos títulos de honra e reconhecimento por seus projetos científicos e tecnológicos. Hoje, conta com o corpo docente mais qualificado da Federação Russa, com posição 41 no ranking das melhores universidades mundiais.